# Rupert Murdoch
Keith Rupert Murdoch, född 11 mars 1931 i Melbourne i Victoria, är en australisk-amerikansk konservativ entreprenör, tidningsman och miljardär. 
Murdoch är den 31:a rikaste personen i USA och den 71:a rikaste i världen. Fram till sin pension 2023 kontrollerade han ett mediaimperium som inkluderar Fox News, The Times of London och The Wall Street Journal.

## Verksamhet
Efter faderns död 1952 tog Murdoch över driften av The News, en liten Adelaide-tidning som ägdes av hans far. 
Rupert Murdoch är grundare och huvudägare av, styrelseordförande i samt VD för News Corporation, ett av världens mest inflytelserika medieföretag. De av honom kontrollerade medierna spänner ett brett fält, men inkluderar flera med en folklig, populistisk prägel. Han kontrollerar bland annat den brittiska kvällstidningen The Sun som med en upplaga på 3,2 miljoner är den största engelskspråkiga tidningen. Den har på sidan tre en topless-modell ("Page 3 Girl"), vilket introducerades av Murdoch i början av 1970-talet. Murdoch bor sedan 1974 i New York och är amerikansk medborgare sedan 1985.
Murdoch har ofta använt vinsten från sina företag för att förvärva förlusttyngda företag och sedan vända dem till vinst. Viktiga faktorer har varit ett intresse för att utnyttja den senaste tekniken och en benägenhet att alltid anpassa innehållet till konsumenternas önskemål.
I juli 2011 stod Murdoch inför anklagelser om att hans företag, inklusive News of the World, regelbundet hade hackat kändisars, kungligheters och offentliga medborgares telefoner. Murdoch ställdes inför polis- och regeringsutredningar om mutor och korruption av den brittiska regeringen och FBI-utredningar i USA.
Murdoch pensionerade sig i september 2023.

## Politisk påverkan
Politiskt är Murdoch känd för att vara konservativ och många av hans tidningar och tv-kanaler har anklagats för partisk och vilseledande bevakning för att stödja Murdochs affärsintressen och politiska allierade i Storbritannien, USA och Australien.
Det har rapporterats i media att Rupert Murdoch har haft hemliga möten med högt uppsatta politiker som själva vägrat ge raka svar på vad de har diskuterat. I urval kan nämnas: Australiens tidigare premiärminister Kevin Rudd och Storbritanniens premiärminister David Cameron. Det har även framkommit att Tony Blair ringde tre telefonsamtal till Rupert Murdoch under de nio dagar som föregick invasionen av Irak. Ledarsidorna på samtliga 175 tidningar som kontrolleras av Murdoch stödde en invasion av Irak månaderna innan kriget inleddes år 2003.
Ledarsidorna på Murdochs tidningar är i allmänhet mycket Israelvänliga. Han har anklagats för att i praktiken censurera sina egna tidningar gällande Israel.
Debattörer från News Corp har kallat klimataktivister och forskare för "alarmister" och "tokar" och Murdochs mediebolag har anklagats för att medvetet avleda uppmärksamheten från den globala uppvärmningen.